# Melaneama venata
Melaneama venata là một loài bướm đêm thuộc phân họ Arctiinae, họ Erebidae.